# John Marshall Hamilton

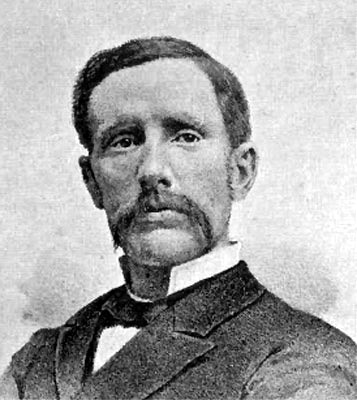
John Marshall Hamilton

John Marshall Hamilton, född 28 maj 1847 i Ridgewood, Ohio, död 22 september 1905 i Chicago, Illinois, var en amerikansk republikansk politiker. Han var guvernör i delstaten Illinois 1883–1885.
Hamilton deltog i amerikanska inbördeskriget i nordstatsarmén. Han utexaminerades från Ohio Wesleyan University och undervisade latin vid Illinois Wesleyan University. Han studerade sedan juridik och inledde 1870 sin karriär som advokat i Illinois.
Hamilton var viceguvernör i Illinois 1881–1883. Guvernör Shelby Moore Cullom tillträdde 1883 som ledamot av USA:s senat och Hamilton efterträdde honom som guvernör.
Hans grav finns på Oak Woods Cemetery i Chicago. Han var metodist.